# هنر اروتیک

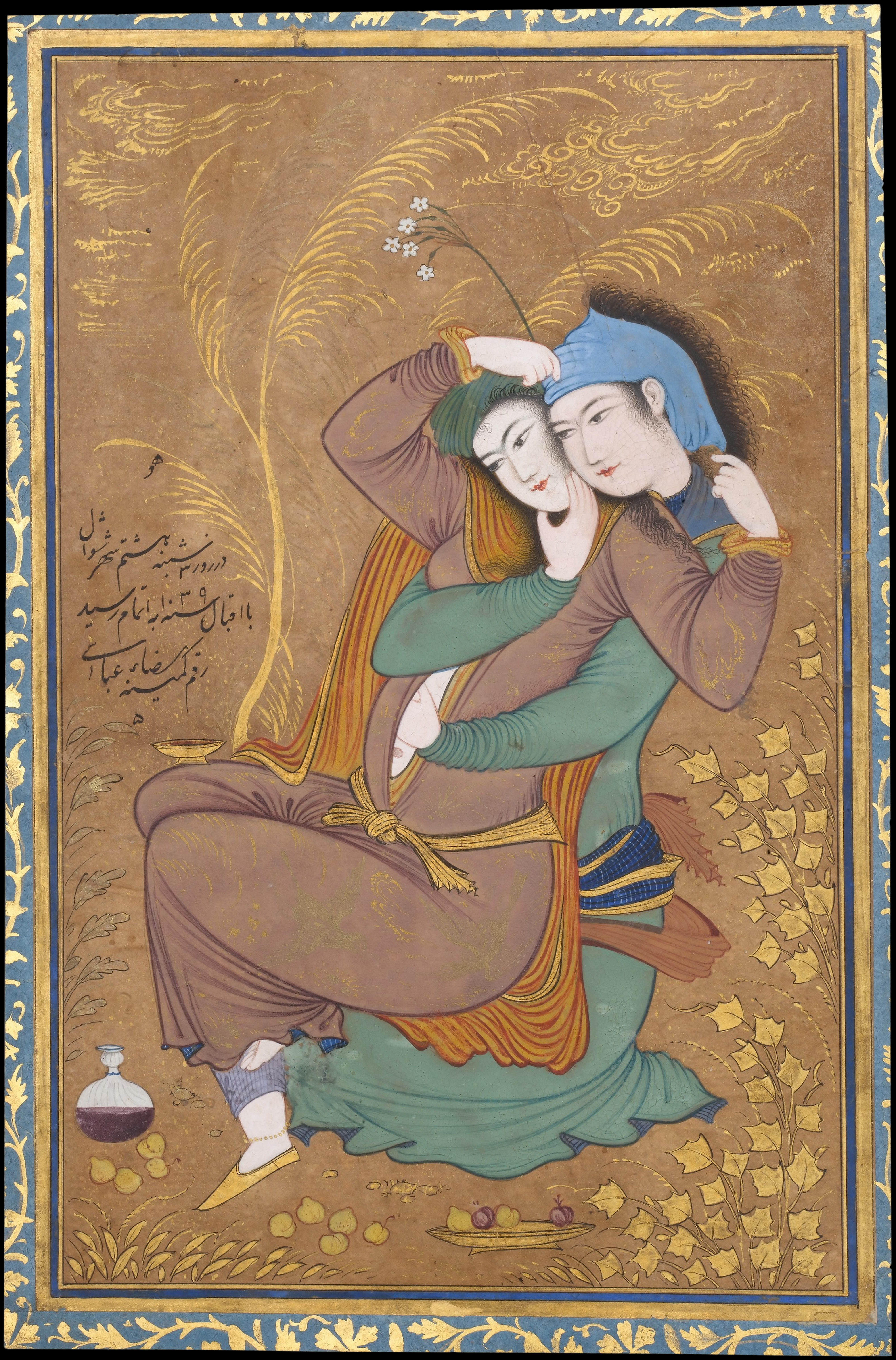
عشق‌بازی، مینیاتوری از رضا عباسی

هنر تن‌کامه یا هنر اروتیک (به انگلیسی: Erotic art)، هر گونه اثر هنری است که به منظور برانگیختن شهوت جنسی یا به قصد توصیف صحنه‌های عشق بازی خلق گردیده‌است. این قبیل آثار هنری می‌توانند شامل: نقاشی، قلمزنی، نگارگری، مجسمه‌سازی، عکاسی، نویسندگی و حتی موسیقی باشند.

## تعریف
برای کسب اطلاعات بیشتر در مورد این موضوع، نگاه کنید به ادبیات شهوانی.
از آنجا که هم تجارب ادراکی منجر به برانگیختگی شهوت و هم تعاریف مربوط به هنر، دائماً در حال نوسان هستند، ارائهٔ یک تعریف مشخص از هنر اروتیک، تا حدود زیادی دشوار است. به عنوان نمونه ساختن مجسمه از آلت تناسلی مرد، در برخی از فرهنگ‌های آفریقایی ممکن است به عنوان یک نماد و سمبل سنتی از اقتدار و توانمندی در نظر گرفته شود و هیچگونه وابستگی و ارتباطی با عشق شهوانی نداشته باشد.
علاوه بر این، اغلب تمایز میان دو مقولهٔ هنر اروتیک و پورنوگرافی نیز آسان نیست، چراکه پورنوگرافی نیز، در واقع نوعی توصیف صحنه‌های مربوط به عشق‌بازی و شهوت‌رانی به قصد تحریک و برانگیختن قوای جنسی و شهوانی است، منتهی تفاوت آن این است که این نوع توصیف الزاماً یک آفرینش هنری نیست و به‌طور معمول جزئی از هنر در نظر گرفته نمی‌شود. تفاوت میان این دو مقوله ممکن است در هدف و پیام آن‌ها نهفته باشد. در مجموع مقولهٔ هنر اروتیک همواره به عنوان یک قطعه هنری در نظر گرفته می‌شود و ابزارها و شاخصه‌های مرسوم و شناخته شدهٔ هنری را که در دیگر آثار هنری تاریخی رعایت شده‌اند را، در بر می‌گیرد. حال آن که پورنوگرافی نیز ممکن است از همین ابزارها استفاده کند، امّا آنچه را که در درجهٔ نخست مدّ نظر قرار می‌دهد، تحریک جنسی است. با این وجود، تفکیک و تمایز این موارد از یکدیگر به شدت ذهنی[و سلیقه‌ای] است.
در همین ارتباط و به عنوان مثال، قاضی پاتر استوارت از قضات دیوان عالی قضایی در ایالات متحده آمریکا، در تلاش برای توضیح مفاهیم غامض پورنوگرافی و تشریح آنچه در مورد این پدیده زشت و ناپسند است، می‌نویسد:
من امروز قادر نیستم که برای شناساندن انواعی از پدیده ها[ی ناشایست مرتبط با پورنوگرافی] تلاش کنم که تعریف آن در ادراکم نخواهد گنجید… []، امّا با این وجود، هرگاه که آن پدیده‌ها را می‌ببینم، به خوبی آن‌ها را می‌شناسم…

## پیشینهٔ تاریخی
در میان قدیمی‌ترین نمونه‌های بازمانده از گذشته‌های دور، که دیرینگی و اهمیت مقولات اروتیک (مرتبط با عشق شهوانی) را نشان می‌دهند، نقاشی‌های حجاری شده بر دیوارهٔ غارهای مربوط به دوران پالئولیتیک می‌باشند. امّا در عین حال بسیاری از فرهنگ‌ها نمونه‌هایی از هنر اروتیک را خلق نموده‌اند.
از جمله یونانیان باستان، صحنه‌های جنسی زیادی را بر روی سرامیک‌هایشان نقاشی می‌کردند، طوری‌که بسیاری از این صحنه‌ها به عنوان برخی از نخستین موارد ثبت شدهٔ موجود از روابط همجنس گرایانه، بچه بازی و… شهرت یافته‌اند. همچنین از همین نمونه، صحنه‌های متعددی از روابط جنسی، به صورت صریح و روشن، بر دیوارهای مخروبه ساختمان‌های کهن رومی در پومپه‌ایPompeii به چشم می‌خورد.
در موشه واقع در کشور پرو که از ممالک آمریکای جنوبی است، مردمان باستانی دیگری زندگی می‌کرده‌اند که در مجسمه‌های سفالی ساخت خود، جلوه‌های واضح و آشکاری از روابط عشقی و شهوانی را به معرض نمایش می‌نهاده‌اند. از این نمونه آثار می‌توان به یک گالری که به‌طور کامل به سرامیک‌های دوران پیش کلمبیایی با نقش‌های اروتیک و وابسته به عشق شهوانی اختصاص داده شده، اشاره نمود. این سرامیک‌ها از همان سرزمین موشه بدست آمده‌اند (فرهنگ Moche) و در لیما (پایتخت پرو)، در موزه لارکو Larco قرار داده شده‌اند.
افزون بر این موارد، در فرهنگ مشرق زمین نیز، می‌توان سابقه‌ای کهن و طولانی از سنت درج نقاشی‌های اروتیک و وابسته به عشق شهوانی سراغ گرفت. به عنوان نمونه در ژاپن، از جملهٔ این قبیل سنت‌ها می‌توان به پدیدهٔ شونگا shunga اشاره نمود که در قرن سیزدهم میلادی در این کشور پا گرفت و گسترش محبوبیت آن تا اواخر قرن نوزدهم میلادی، یعنی زمانی که فن عکاسی اختراع گردید، ادامه یافت. به همین شکل، هنر اروتیک در چین نیز، در طی دوران دوم دودمان مینگ، به اوج محبوبیت خود رسید. همچنین در هند نیز، اثر معروف کاما سوترا که در واقع کتابچهٔ مخصوصی است که در عصر باستان نقش راهنمای جنسی را ایفا می‌نموده‌است، قابل ذکر می‌باشد. این اثر باستانی هنوز هم در سراسر جهان محبوب است و افراد بسیاری به خواندن آن تمایل دارند.
در اروپا نیز، با شروع عصر رنسانس، استفاده از سنت‌ها و اصطلاحات عاشقانه رواج گرفت، در حالی که این موارد در آغاز به عنوان یک تفریح و سرگرمی نزد آریستوکرات‌ها یا همان اشراف مورد استفاده قرار می‌گرفت. در اوایل قرن شانزدهم، متنی اروتیک موسوم به I Modi، که مشتمل بر یک آلبوم حکاکی شده بر روی چوب بود، توسط یک طراح به نام گوئیلو رومانو، یک قلم زن به نام مارک آنتونی رایموندی، و یک شاعر به نام پیترو آرتینو، تهیه گردید. همچنین در سال ۱۶۰۱ کاراواجیو، یک نقاشی به نام آمور وینسیت اومنیا را برای مجموعه‌ای متعلق به مارکیوس وینسنزو گیوش تینیانی طراحی نمود. به همین ترتیب سنت استفاده از هنر اروتیک در آثار دیگر هنرمندان نقاش ادامه یافت، و نقاشان جدیدتر و مدرن تر نمونه‌هایی از این هنر را در تابلوهای خویش به نمایش نهادند. نقاشانی مانند فراگونارد، کوربت، میلت، بالتوس، پیکاسو، ادگار دگاس، تولوز لائوترک، ایگون شیه له، که این آخری در زمانی که در زندان بود، آثار اروتیک و شهوانی خود را خلق می‌کرد و به همین جهت آثار متعددی از او، با توجه به فضای نامساعد فرهنگی کشور اطریش در آن زمان، توسط مقامات زندان تخلف تشخیص داده شد و نابود گردید. آثار وی عمدتاً مشتمل بر نقاشی‌های اروتیک و شهوانی از بدن برهنهٔ دختران جوان بودند.
با آغاز قرن بیستم، هنر عکاسی تبدیل به جالب‌ترین و همه گیرترین رسانهٔ اشاعه دهندهٔ هنر اروتیک گردید. در این قرن، ناشرانی مانند تاسچن اقدام به انجام یک عمل دموکراتیک برای عرضه و نمایش هنر اروتیک و عکاسی اروتیک نمود. کتاب‌های ارائه شده توسط تاسچن، شامل کارهای هنرمندی به نام هاجیم سرایاما Hajime Sorayama بود، که وی برای برگزیدن هنرمندان همکار خود، تماس و رابطهٔ متقابلی بین نورمن راکول و دالی برقرار نموده بود و همچنین از همکاری یک هنرمند عرصهٔ مدرن تخیلی، به نام دای وارگاس بهره گرفته بود تا نوعی آثار هنری مدرن و مطابق روز خلق کند، که به لحاظ نزدیکی ظاهری آن به هنر شونگای ژاپنی، می‌توان بدان عنوان شونگای مدرن داد. بدین ترتیب طیف متنوعی از دستاوردهای هنری منسوب به سرایاما پدید آمد. دامنهٔ این آثار، به کارهای رباتیک سورایاما نیز کشیده شد و امروزه نمونه‌هایی از این کارها، در مجموعه دائم موما MOMA و همین‌طور در مؤسسه اسمیتسونیان موجود هستند. همچنین برخی دیگر از این کارها نیز در مجموعه موزه‌های خصوصی WEAM به معرض نمایش نهاده شده‌اند. البته در ارتباط با موضوع صاحبان حقوق قانونی مربوط به هنر شونگا، دعوی دامنه‌داری در یکی از دادگاه‌های فدرال آمریکا مطرح گردید که رسیدگی بدان از حدود سال ۲۰۰۵ تا ۲۰۱۰ ادامه داشته‌است، امّا تمام تصمیم‌گیری‌های انجام شده در این دادگاه حاکی از ارائهٔ مطلوب تمامی حقوق قانونی مربوط به این نوع هنر، به سرایاما نمی‌باشد. (با استناد به برخی قوانین ایالات متحده آمریکا)

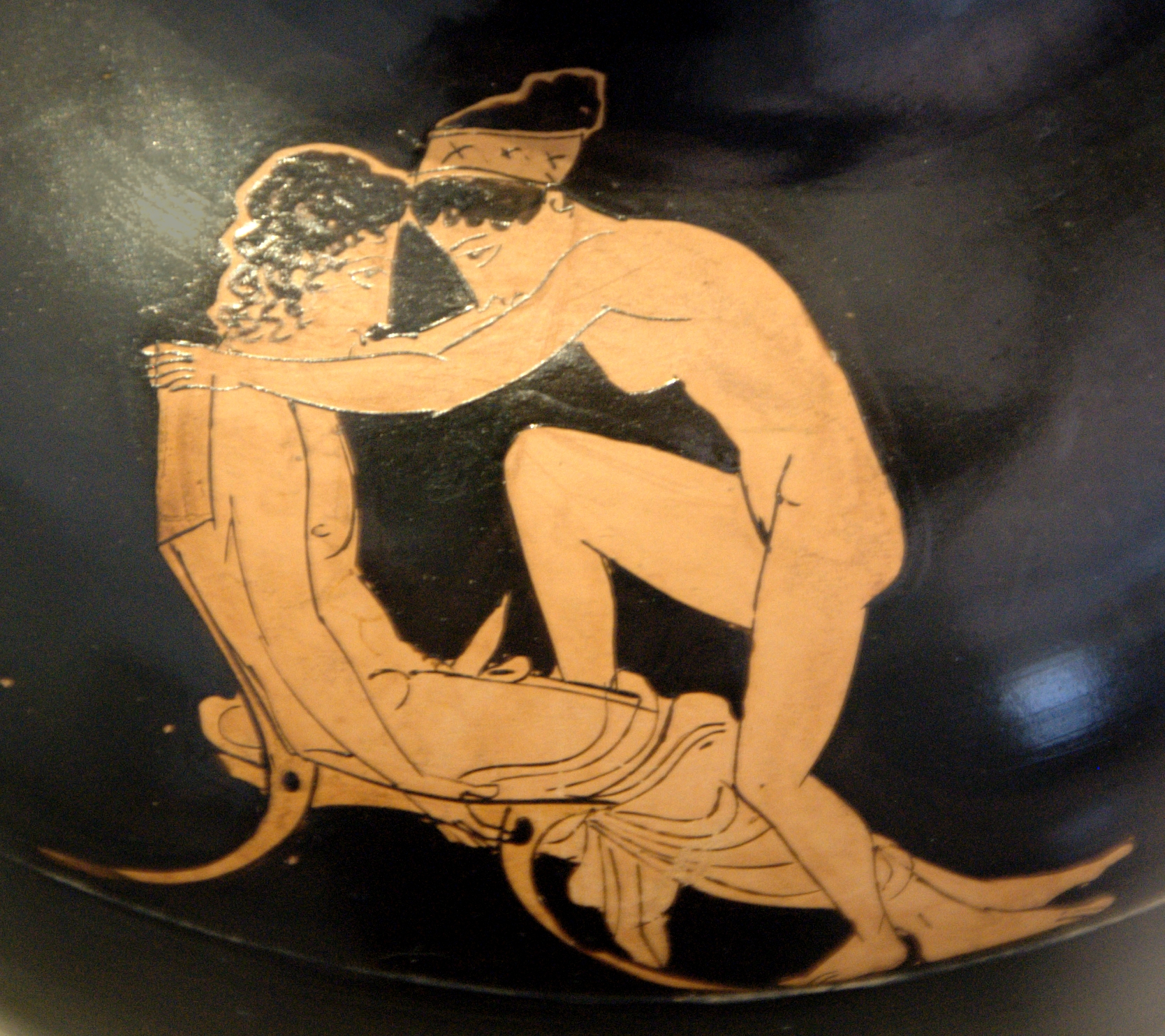
اوینوکوئه از شوالو نقاش، اثری اروتیک از یونان باستان، مربوط به ۴۳۰ تا ۴۲۰ قبل از میلاد، موزه برلین.
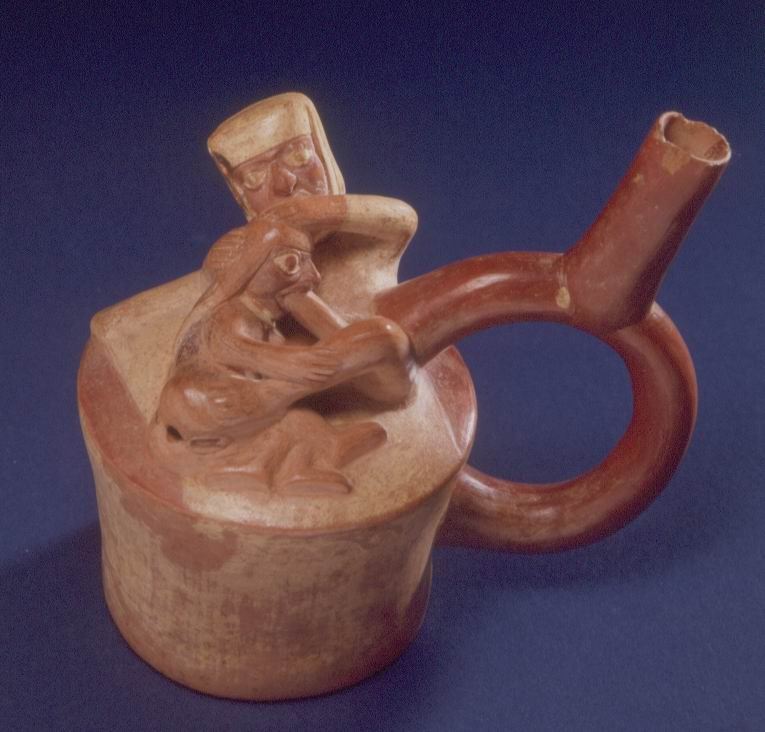
یکی از سرامیک‌های بدست آمده در موشه (واقع در پرو) که تحریک آلت تناسلی مرد، بوسیلهٔ زبان و دهان یک زن را نشان می‌دهد، سرامیک مربوط به سال ۲۰۰ بعد از میلاد، از مجموعهٔ موزهٔ لارکو

## انواع مدرن هنر اروتیک
امروزه میزان فعالیت‌های هنرمندانی که در عرصهٔ هنر اروتیک فعالیت می‌کنند، رشد و گسترش یافته‌است. هرچند که باید گفت که در برخی محافل هنری، بسیاری از آثار مربوط به هنر اروتیک، هنوز هم به عنوان یک نوع سبک مستقل پذیرفته نشده و به عنوان جزئی از سبک‌های هنری شناخته شده و استاندارد مانند سبک‌های مربوط به خلق پرتره و منظره، در نظر گرفته نمی‌شود. البته انتظار می‌رود همانطورکه در طول قرن گذشته، جامعه دیدگاه‌های خود را از آنچه می‌توان بدان عنوان هنر داد، گسترش داده و نگرش خویش نسبت به چندین سبک هنری جدید مربوط به قرن نوزدهم مانند امپرسیونیسم و رئالیسم را، اصلاح کرده و توسعه بخشیده‌است، در نهایت دید خود نسبت به هنر اروتیک را نیز تعدیل کرده و این هنر نیز سرانجام به عنوان نوعی سبک هنری در نظر گرفته شود.
در مجموع، عرصه‌هایی که هنرمندان هنر اروتیک در آن‌ها فعالند، امروزه وسیع تر شده، و طیف هنرهایی که هنر اروتیک در آن دخیل است، به گونه‌ای تقریباً نامحدود درآمده‌است.

## استانداردهای حقوقی
این موضوع که آیا هنر اروتیک، نمونه‌ای از پدیده‌های زشت و ناپسند هست یا خیر؟، بدون شک بستگی به استانداردهای جامعه‌ای دارد که این نوع هنر، در آن نمایش داده می‌شود.
در همین ارتباط، به سال ۱۹۷۳ در ایالات متحده آمریکا، از جانب دادگاه عالی ایالات متحده حکمی در مورد پروندهٔ میلر. وی. کالیفرنیا انتشار یافت که مشتمل بر سه نکتهٔ مختلف بود تا آنچه که در این زمینه زشت و ناپسند نبود و در نتیجه جلوگیری از اشاعهٔ آن ضرورت نداشت، در مقابل آنچه که به عنوان مصداقی از موارد ناشایست وابسته به عشق شهوانی محسوب می‌شد و می‌بایست بر اساس متمم اول این حکم تحت حفاظت قرار گرفته و از اشاعهٔ آن جلوگیری شود را، تعیین نماید.
در این زمینه، رئیس دادگستری وارن برگر، متن نظریهٔ دادگاه را چنین نوشت:
در این دستورالعمل اساسی، نهاد یا فردی که قصد دارد به آزمودن و تعیین مصادیق هنرهای اروتیک ناشایست و غیرقابل نشر از موارد قابل ارائهٔ آن بپردازد، در واقع باید به این سه نکته توجه نماید:
(الف) آیا در اثر مزبور، میزان متوسطی از استانداردهای اخلاقی جامعه معاصر، به عنوان یک کل در نظر گرفته شده‌است، یا اینکه تنها مصادیق هرزگی درخواست مورد علاقهٔ اثر است؟
(ب) آیا آن چیزی که در اثر شرح داده می‌شود یا توصیف می‌گردد، به گونه‌ای آشکار توهین آمیز هست یا خیر؟، و آیا بر رفتارهای جنسی که به‌طور خاص توسط دولت و در قالب قوانین قابل اجرا تعیین می‌شود، انطباق دارد یا نه؟
(ج) آیا اثر مورد بررسی، جنبه‌های جدی ادبی، هنری، سیاسی، علمی و… را، به عنوان یک ارزش کلی مدّنظر قرار داده‌است یا اینکه در کل فاقد چنین جنبه‌هایی است؟
امّا با وجود وضع این قبیل قوانین، از آنجا که هنوز هم اغلب در نتیجهٔ بروز برخی درگیری‌های قضایی دربارهٔ مصادیق هنر اروتیک، به ویژه ابهامات موجود در مورد آنچه که «استانداردهای جامعه معاصر» نامیده می‌شود، آشکار می‌گردد، لزوم ارائهٔ معیارها و آزمونهای بیشتر دیگر برای رفع ابهامات قضایی موجود از جمله در قوانین آمریکا بیشتر می‌شود.
البته مشکلات مشابه این‌چنینی، در افتراق و تمایز میان آنچه جزو نوشته‌ها و اصطلاحات و نمودهای زشت و ناشایست عاشقانه و شهوانی محسوب می‌شود، از آنچه که در این زمینه قابل ارائه است، تقریباً در هر نظامی از نظام‌های حقوقی جهان به چشم می‌خورد.

## آثار اروتیک در ادبیات
یوزفین موتسن‌باخر - داستان یک فاحشهٔ اتریشی به قلم خودش نام یک رمان اروتیک بود که در سال ۱۹۰۶ میلادی در اتریش منتشر شد. این رمان در ادبیات آلمانی دارای شهرت فراوانی است. و از مهم‌ترین آثار اروتیک غرب به‌شمار می‌آید.